# Hesperoferus roridus
Hesperoferus roridus är en skalbaggsart som först beskrevs av Gaspard Auguste Brullé 1838.  Hesperoferus roridus ingår i släktet Hesperoferus och familjen långhorningar. Inga underarter finns listade i Catalogue of Life.